# Garpenbergs kyrka
Garpenbergs kyrka är en kyrkobyggnad i Garpenberg. Den är församlingskyrka i  Hedemora, Husby och Garpenbergs församling i Västerås stift.

## Kyrkobyggnaden
Den ursprungliga träkyrkan invigdes 1610 och var omålad fram till 1668. Den 25 maj 1784 brann kyrkan ner, liksom sockenstugan, klockstapeln och krontiondeboden. Den nuvarande kyrkan stod klar 18 september 1786 och invigdes 1 oktober samma år.  Fram till renoveringen 1902–1903, som genomfördes under ledning av arkitekt Lars Israel Wahlman, saknade kyrkan golv och stod direkt på berggrunden. Invigning efter renoveringen skedde i mars 1903 med musik på en ny orgel. Bidrag på 1200 kr till renoveringen gavs av Hedemora sparbank. 16 000 kr lånade församlingen till reparationen, förändring av inredningen och en ny orgel. Första frågan om renovering till sommaren 1902 gjordes januari 1901 som sedan i oktober 1901 blev  fastställt. Byggnad för en värmeanläggning till kyrkan skulle uppföras. En vägg skulle tas bort och koret förändras och målade glasrutor sättas in. Ett golv skulle tas ut och nytt sättas in. Läktare skulle tas bort och fler sittplatser göras. Ny orgelläktare med plats för kör skulle sättas upp. Totalbeloppet beräknades till 26 000 kr.
Inredningen är i jugendstil vilket är ovanligt för svenska kyrkobyggnader. I kyrkans östra kortsida finns ett kapell, Staffanskapellet, invigt 1944. Avsett att användas som mindre gudstjänstrum. Kapellets innertak och fönster är utsmyckade med målningar av Nils-Aron Berge.

## Inventarier
- Staffanskapellets altare, predikstol och krucifix av Nils-Aron Berge.
- Staffanskapellets altartavla av Akke Hugh-Malmeström.[4]
- Grön mässhake med motivet S:ta Anna skänkt av kyrkvärden Axel Nyström.
- Grön mässhake från 1400-talet skänkt av brukspatron Thomas Funck.[5]
- Ljusbärare tillverkad av Birger Djupström, bekostad av Garpenbergs missionssyförening.
- Två brudkronor. En från 1847 och en skänkt till församlingen 1947 av AB Garpenbergs Odalfält.[6]
- Predikstol med förgyllda sniderier skänkt av Salomon von Stockenström (1751-1811), som ägde Garpenbergs bruk. Han skänkte även tornuret, ett Stjärnsundsur från 1791.
- Dopfunt från 1969 skapad av stenhuggare Allan Englund, Torsby.
- I koret en gipsreplik av Bertel Thorvaldsens Den uppståndne Kristus, inköpt 1860.[1]
- En altarduk skänkt till kyrkan midsommaren 1886 av förre kyrkoherden P. Staflin. En ny gjordes det en insamling till 1903. (Angående altardukar, så skänktes en av kammarherre Erik von Stockenströms (1792-1869) fru Christina von Ehrenheim (1803-1842) och när den ansågs sliten, så skänktes en ny av dottern Christine Julie (1825-1860) som broderat den själv, i december 1852.)[7]
- En tornklocka gjuten 1634 blev omgjuten av Johan. A. Beckman & Co i Stockholm, 1892. Den vägde 1190 kilo. Malmen till klockan kom ifrån gruvorna i trakten

## Orgel
Orgeln är placerad på en läktare ovanför altaret. 1902 byggde E. A. Setterquist & Son, Örebro, en pneumatisk orgel med 14 stämmor fördelade på två manualer och särskild pedal, 10 koppel, pneumatiska väderlådor och rörpneumatik för andrag. Den avsynades december 1902 av musikdirektör Johan Ulrik Cederberg som berömde verket. 1969 byggdes orgeln om av Gunnar Carlsson, Borlänge. Fasta kombinationer: Piano, Mezzoforte, Forte, Tutti. 
| Man I. Huvudverk C-f3     | Man II. Svällverk C-f3 | Pedal C-d1      | Koppel |
| ------------------------- | ---------------------- | --------------- | ------ |
| Principal 8'              | Gedackt 8'             | Subbas 16'      | II/I   |
| Rörflöjt 8'               | Rörkvintadena 4'       | Principal 8'    | II/P   |
| Oktava 4'                 | Principal 2'           | Pommer 4'       | I/P    |
| Koppelflöjt 4'            | Spetskvint 1 1/3'      | Rauschkvint III | II16'  |
| Gemshorn 2'               | Krumhorn 8'            | Fagott 16'      | I4'    |
| Mixtur III                | Tremulant              |                 |        |
| Sesquialtera II (från c0) |                        |                 |        |

En fristående kororgel köptes till Staffanskapellet 1953, men står idag i koret. Den har fyra stämmor och är byggd av Grönlunds orgelfabrik.
| Manual (svällare) C-g3 |
| ---------------------- |
| Gedackt 8'             |
| Blockflöjt 4'          |
| Principal 2'           |
| Cymbel III             |

## Galleri

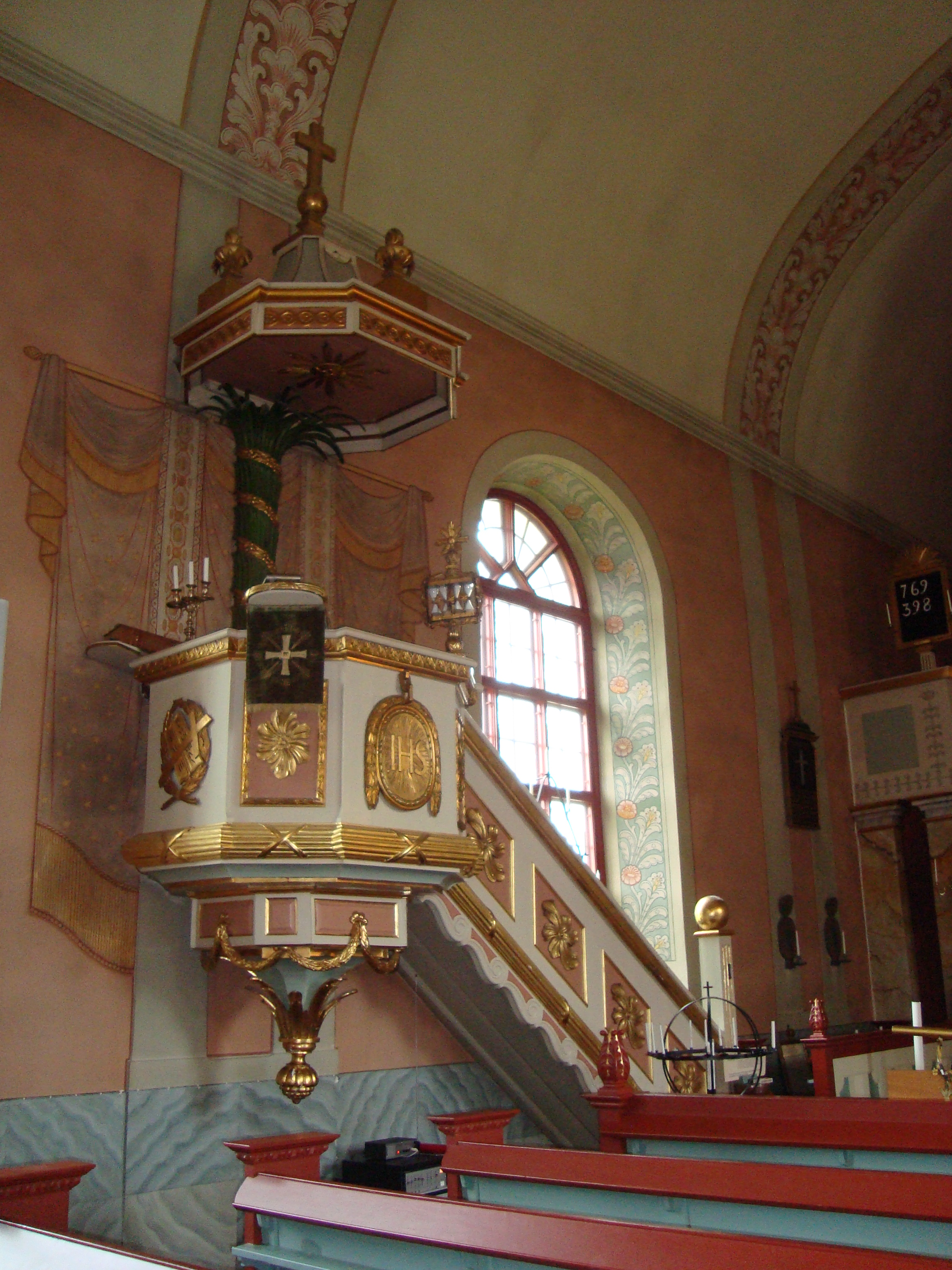
Predikstolen
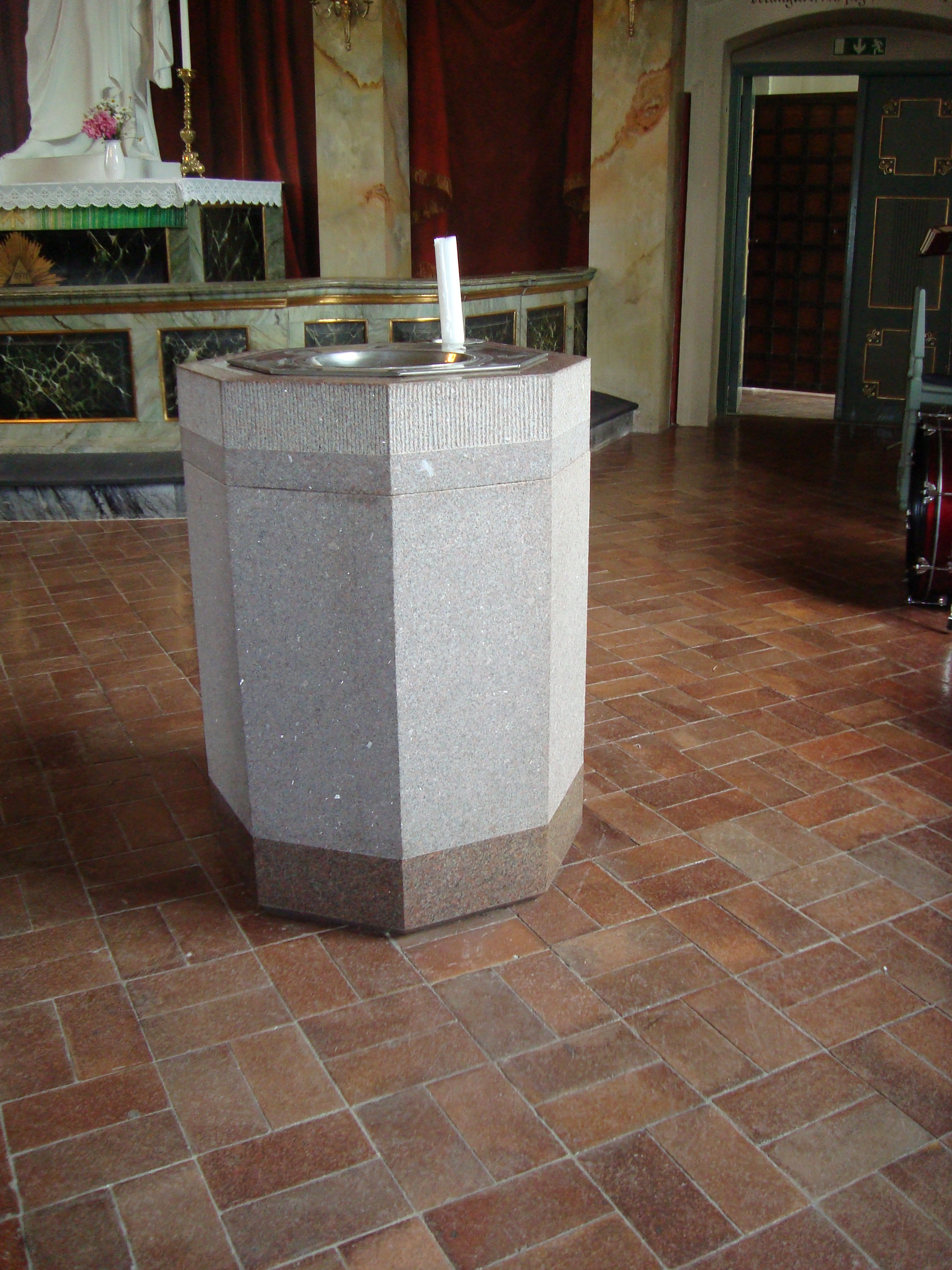
Dopfunten
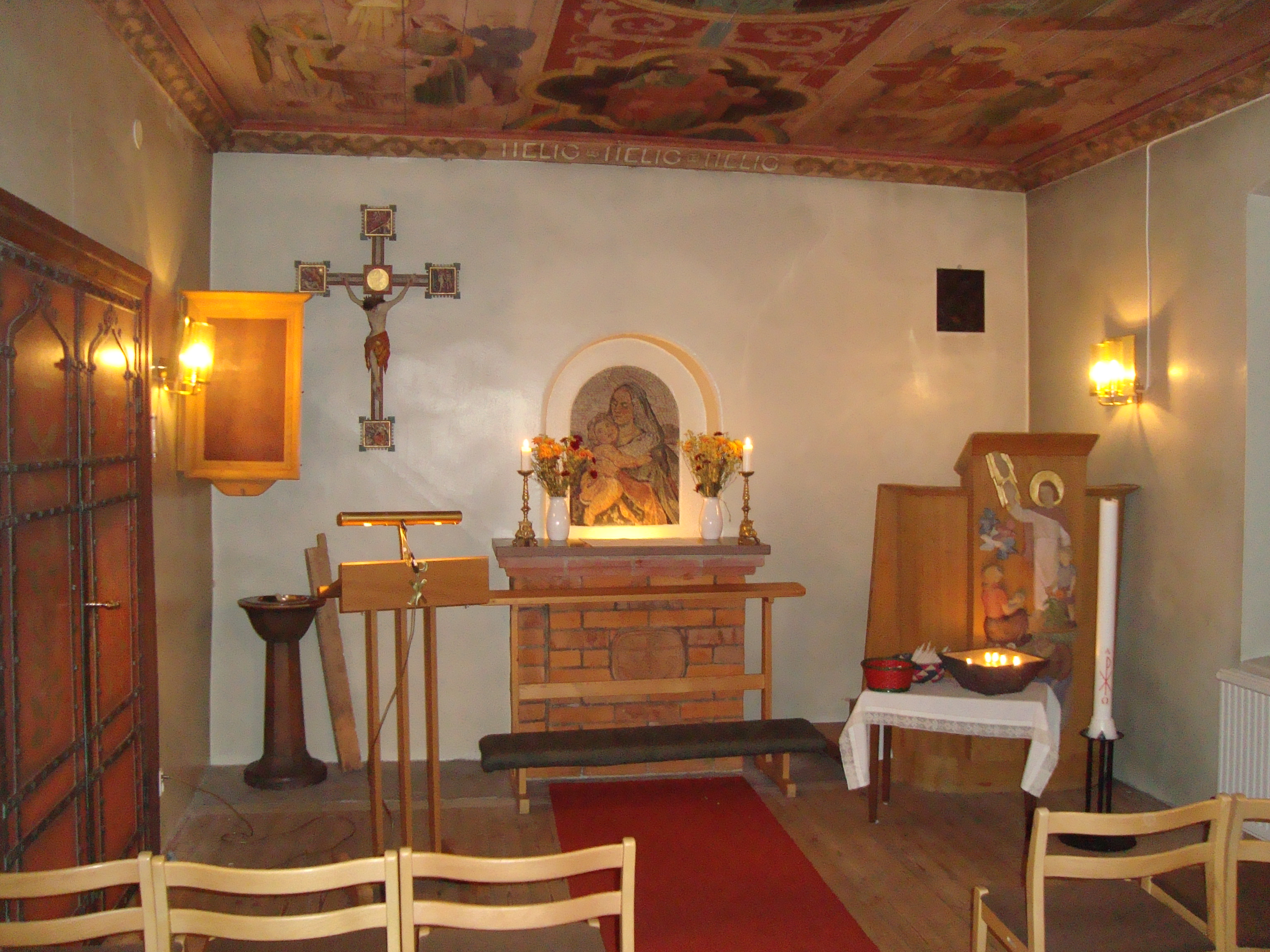
Staffanskapellet